# Anthrax ceria
Anthrax ceria är en tvåvingeart som först beskrevs av Samuel Wendell Williston  1901.  Anthrax ceria ingår i släktet Anthrax och familjen svävflugor. Inga underarter finns listade i Catalogue of Life.